# Ermida de Santo Expédito (São Roque do Pico)

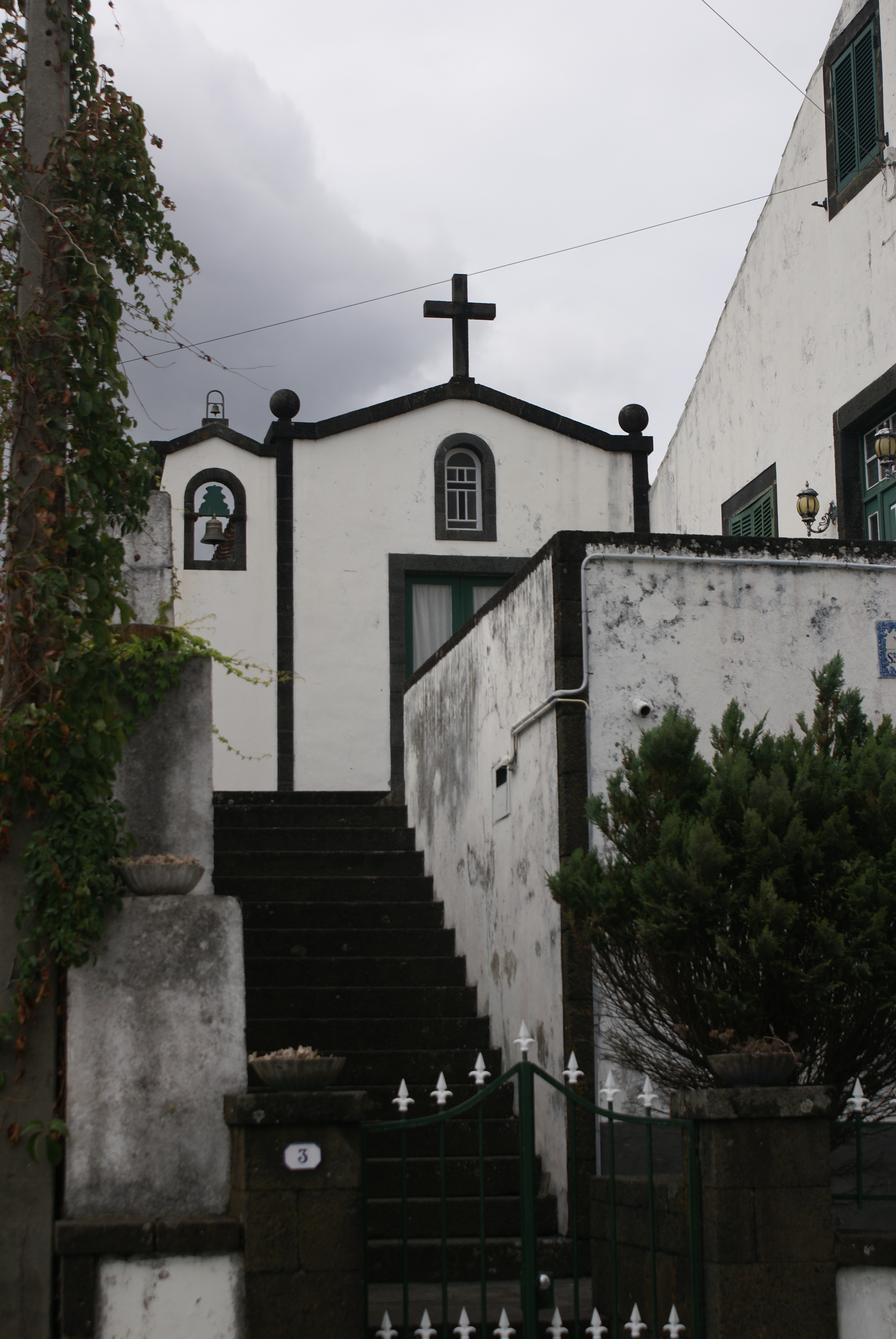
Ermida de Santo Expédito.

A Ermida de Santo Expédito é uma Ermida portuguesa localizada na freguesia de São Roque, concelho de São Roque do Pico, na ilha do Pico, no arquipélago dos Açores.
Esta ermida de cariz particular encontra-se associada à Vivenda de Santo Expédito e localizada próximo ao Museu dos Baleeiros do Cais do Pico.